# Denver (Pensilvania)
Denver es un borough ubicado en el condado de Lancaster en el estado estadounidense de Pensilvania. En el año 2000 tenía una población de 3,332 habitantes y una densidad poblacional de 985 personas por km².

## Geografía
Denver se encuentra ubicado en las coordenadas 40°14′2″N 76°8′14″O / 40.23389, -76.13722.

## Demografía
Según la Oficina del Censo en 2000 los ingresos medios por hogar en la localidad eran de $49,085 y los ingresos medios por familia eran $53,125. Los hombres tenían unos ingresos medios de $36,250 frente a los $23,715 para las mujeres. La renta per cápita para la localidad era de $19,706. Alrededor del 5.2% de la población estaba por debajo del umbral de pobreza.